# Leucodon sinensis
Leucodon sinensis là một loài Rêu trong họ Leucodontaceae. Loài này được Thér. mô tả khoa học đầu tiên năm 1908.